# Taurolema seabrai
Taurolema seabrai là một loài bọ cánh cứng trong họ Cerambycidae.